# غابرييلا أغيليتا
غابرييلا أغيليتا (مواليد 1974) كاتبة مكسيكية لكتب الأطفال والقصص القصيرة. ولدت في مكسيكو سيتي، ودرست علم الأحياء في كلية العلوم في المكسيك وفي عام 2004 حصلت على درجة الدكتوراه في علم الوراثة من كلية لندن الجامعية في المملكة المتحدة. كعالمة وكاتبة درست وعملت وعاشت في إسرائيل وكندا وإنجلترا والسويد وفرنسا وإسبانيا وسويسرا. كانت عضوًا في هيئة تحرير المجلة الأدبية للأطفال، وفي عام 2004 حصلت على زمالة كاتب من المؤسسة الوطنية للأدب المكسيكي. كما قامت بتأليف ثلاثة كتب علمية شهيرة سمحت لها بتعزيز الاهتمام بالعلوم بين الأطفال والشباب. تم نشر معظم أعمالها باللغة الإسبانية.